# 中正公園 (豐原區)
24°15′18″N 120°44′50″E / 24.255112°N 120.747331°E

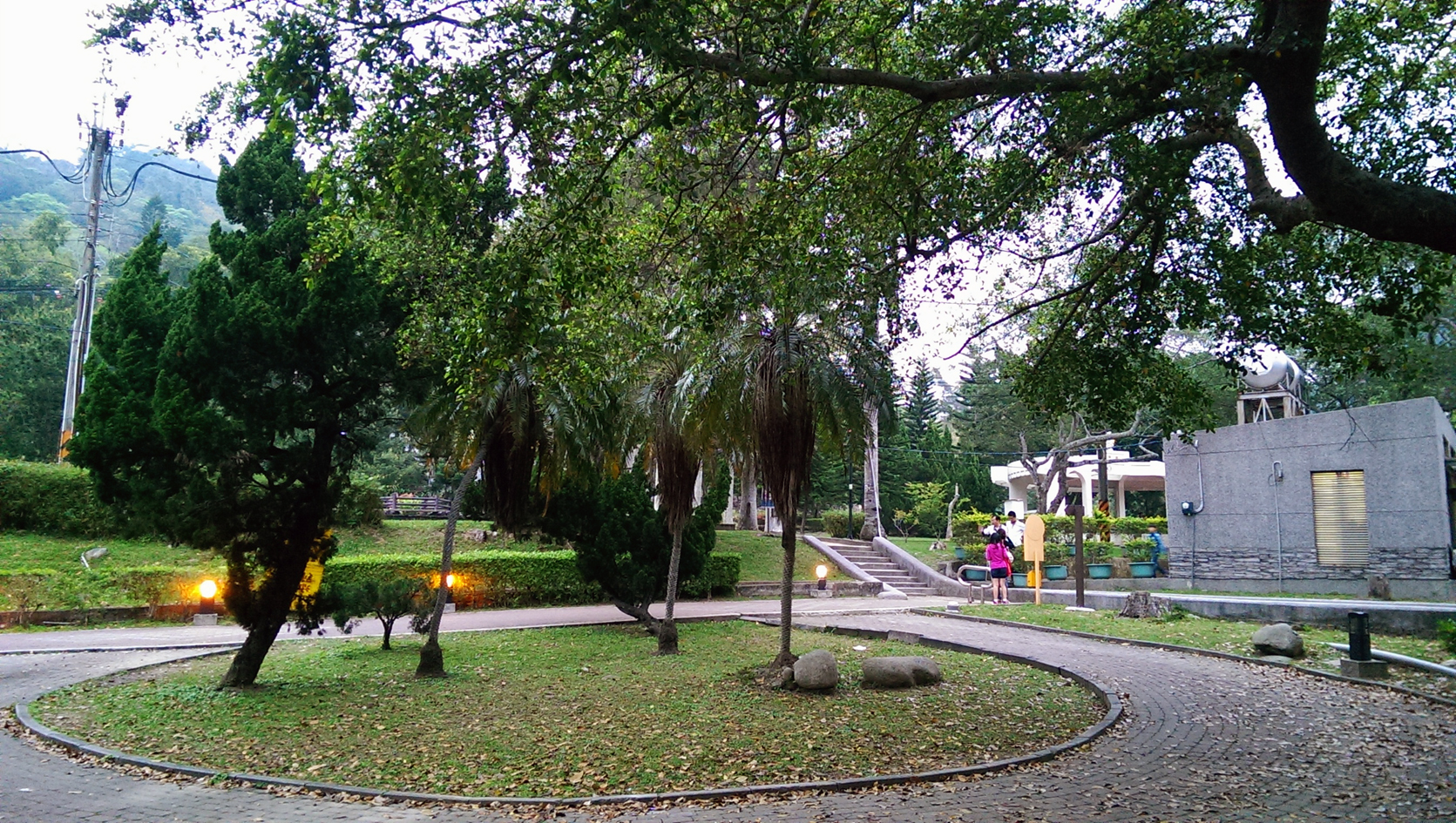
豐原中正公園

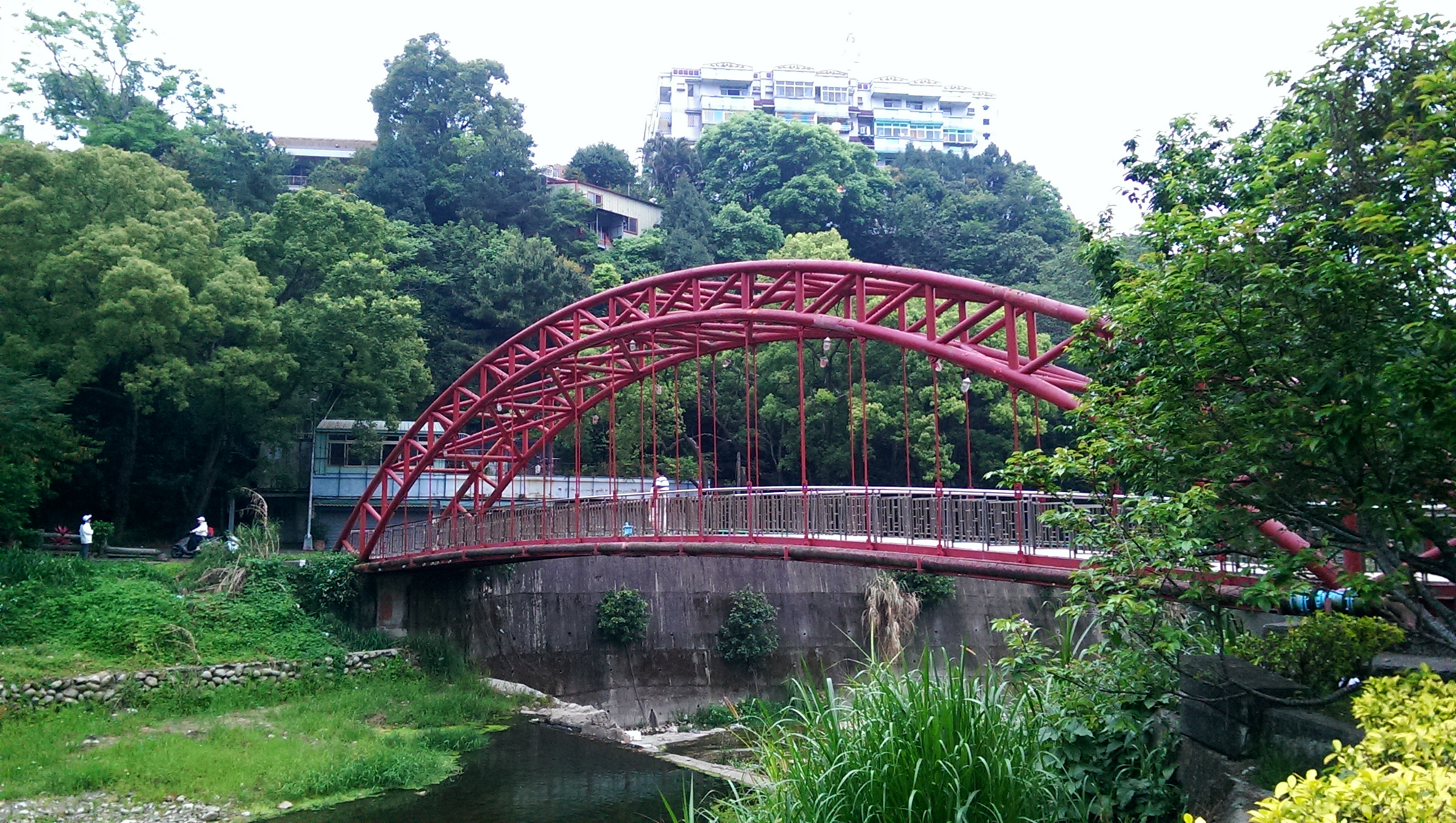
豐原中正公園一景

中正公園位於臺中市豐原區水源路，以曾任中華民國總統蔣中正命名的公園，建於旱溪上游兩側。公園設一座蔣中正站立銅像，高度十九公尺為臺灣最高的蔣中正銅像。

## 歷史
- 1975年4月5日，時任中華民國總統蔣中正逝世，當時豐原市民代表大會第十屆第五次臨時會決議，於現在豐原區水源路設立中正公園紀念，
- 1977年6月19日，園內蔣中正銅像完工。
- 2014年10月14日，中正公園游泳池動工拆除，將改建成豐原漆藝文化園區[1]。

## 設施
- 豐原漆藝館
- 豐原漆藝文化園區（整建中）
- 921大地震記石碑
- 蔣公銅像（19公尺）
- 葫蘆墩藥物植物園
- 中正公園登山步道（共三條路線，路途有水神碑）
- 來鷺橋
- 懷恩亭
- 豐信亭
- 豐獅停
- 扶輪亭
- 中原亭(有兩座)
- 養魚池
- 溜冰場
- 兒童遊戲區
- 籃球場
- 平面停車場
- 劉家橘園(柑橘產銷班第五班第六組)夕陽欣賞

## 週邊環境
- 臺中市立豐原高級中等學校
- 臺中市立豐陽國民中學
- 臺中市豐原區翁子國民小學
- 臺中市豐原區豐村國民小學
- 三崁頂登山步道（共三條路線，清風嶺為步道最高點）
- 公老坪
  - 豐原高爾夫球場
  - 公老坪觀光果園
  - 丘逢甲紀念亭
  - 劉家橘園(柑橘產銷班第五班第六組)批發零售

## 交通

### 台中市公車
站牌名稱：中正公園
- 豐原客運：223

## 外部連結
- 美美旅遊網－豐原中正公園（页面存档备份，存于）